# 한국언론정보학회
사단법인 한국언론정보학회(韓國言論情報學會, Korean Association For Communication And Information Studies, KACIS)는 커뮤니케이션 구조의 올바른 위상 정립과 바람직한 정보화 사회의 발전에 기여하는 목적으로 1988년 2월에 설립된 학술단체이며 설립 당시 ‘한국사회언론연구회’라는 이름으로 시작해서 1998년 4월에 사단법인화하여 새로이 출범했다. 사무실은 서울특별시 종로구 자하문로5길 37에 있다. 강연회 및 학술연구 발표회를 개최, 학술지를 비롯한 관련 분야 서적의 발행, 국내외 단체와의 교류 등을 활동하고 있다. 학술지 《한국언론정보학보》를 발간하고 있다.

## 주요 사업
- 언론과 정보통신에 관한 연구를 위한 활동
- 언론과 정보통신 분야의 연구 의욕 고취를 위한 학술연구 발표회 및 강연회 개최
- 언론과 정보통신의 발전을 위한 학술지 및 학술 도서 발행
- 한국언론정보학회와 목적을 같이 하는 국내외 단체와 교류
- 이 학회의 목적을 달성하는데 필요한 기타 사업

## 조직
- 회장
- 총무이사
- 기획이사
- 연구이사
- 편집위원장
- 편집이사
- 감사

## 학술지
- 《한국언론정보학보》 - 1992년에 《한국사회와 언론》으로 창간하여 1998년에 현재의 제호를 바꾸어 재창간했다.[1]